# لو جونسون (لاعب كرة قاعدة)
لو جونسون (بالإنجليزية: Lou Johnson)‏ هو لاعب كرة قاعدة أمريكي، ولد في 18 نوفمبر 1869 في بيكين في الولايات المتحدة، وتوفي في 28 يناير 1941 في كانساس سيتي في الولايات المتحدة.

## وصلات خارجية
- لو جونسون على موقعبيزبول رفرنس.كوم (الدوري الرئيسي) (الإنجليزية)
- لو جونسون على موقعبيزبول رفرنس.كوم (الدوري الثانوي) (الإنجليزية)